# Karel Šatal
Karel Šatal (14. dubna 1915 Žižkov – 8. října 1942 Mnichov) byl český učitel na Gymnáziu Jana Valeriána Jirsíka v Českých Budějovicích. Byl členem komunistické strany a během druhé světové války účastníkem protinacistického odboje. Dne 17. března 1941 byl nacisty zatčen a 17. července 1942 byl odsouzen k smrti.
V období normalizace bylo po něm pojmenováno gymnázium v Českých Budějovicích. Dnes je po něm v Českých Budějovicích (ve čtvrti Nemanice) pojmenována ulice.

## Život

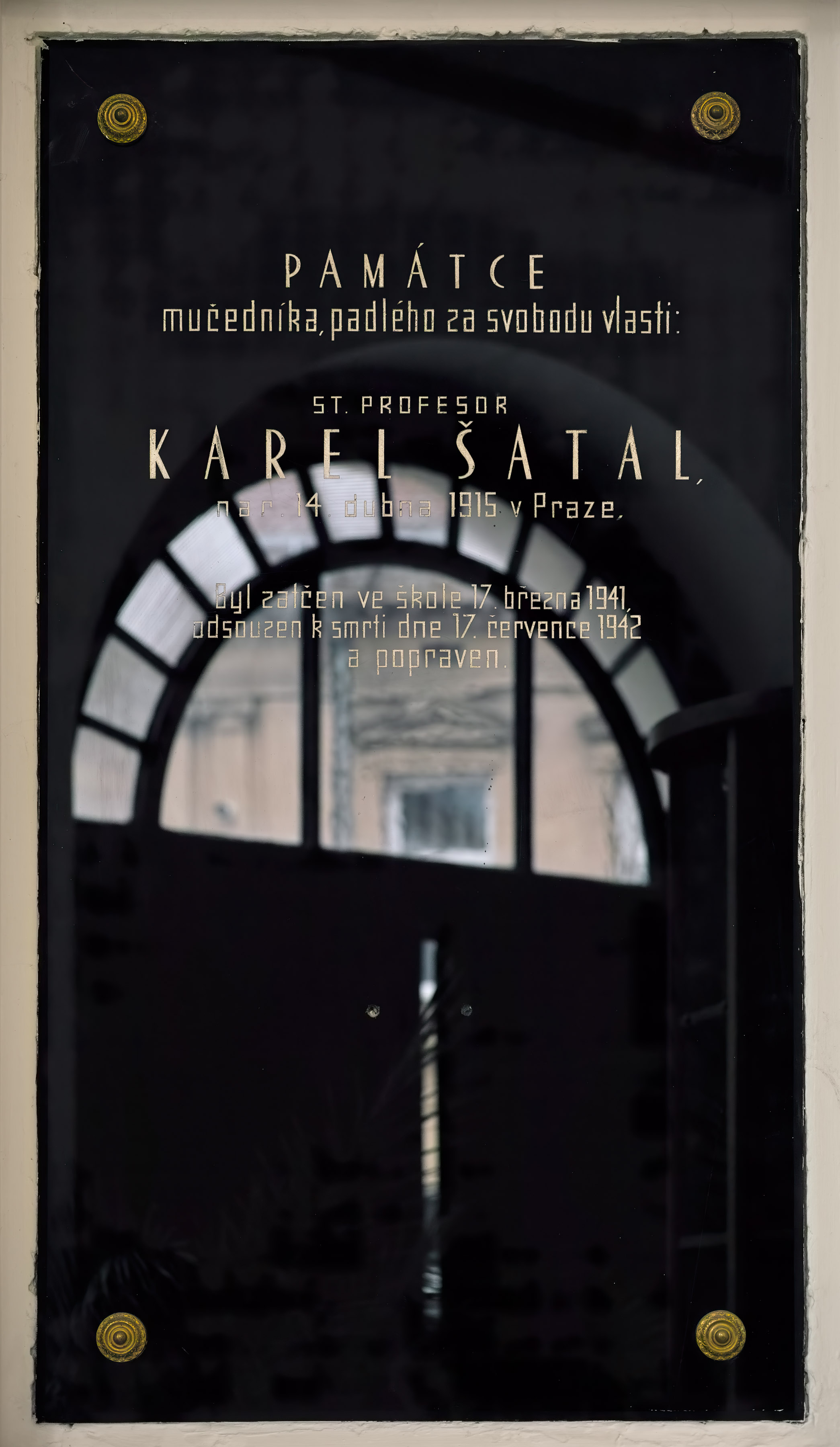
Pamětní deska Karla Šatala na Jirsíkově gymnáziu

Karel Šatal se narodil na Žižkově u Prahy do učitelské rodiny. Jeho otec Karel Šatal (18. 8. 1885–1954) byl učitel na žižkovských školách, posléze i ředitel, matka, rozená Nováková (19. 11. 1889–1958) se vyučila švadlenou, ale po provdání zůstala v domácnosti. Jeho mladší sestra Věra (narozená 19. 5. 1920) žila s rodiči v Praze, později v Liberci. Karel vystudoval státní reálné gymnázium na Žižkově. Z té doby pramení i celoživotní přátelství s Františkem Kubelkou, kterému též poslal z věznice Stadelheim v Mnichově svůj poslední dopis před svojí popravou. S tímto přítelem se také zapsal ke studiu učitelství chemie na přírodovědecké fakultě Karlovy univerzity, kde navštěvoval přednášky Jaroslava Heyrovského, Oldřicha Tomíčka, J. H. Křepelky a dalších. Filozofii studoval na přednáškách Emanuela Rádla, pedagogiku u Václava Příhody a Otakara Kádnera. Tělocvik, jako druhý studijní obor, studovali oba přátelé na ústavu pro tělesnou výchovu při lékařské fakultě Karlovy univerzity. Zde je vyučoval např. profesor anatomie Karel Weigner nebo profesor politologie Jindřich Matiegka. Volný čas společně užívali jako trampové, návštěvami divadel a četbou. Na studium si vydělávali příležitostnými brigádami. Studium dokončil v aprobaci výuky tělocviku pro střední školy 10. října 1936 a v hlavním oboru ukončil studium třemi klauzurními pracemi z chemie a ústními státním zkouškami v prosinci 1937 u profesora Jaroslava Heyrovského. Již během roku 1937 vyučoval jako výpomocný učitel na veřejných národních školách v Praze. Koncem září 1939 odjel do Českých Budějovic na své nové a poslední působiště. Dekretem České zemské školní rady pro Čechy byl zde jmenován zatímním profesorem na Jirsíkově státním gymnáziu s účinnosti od 1. října 1939. Po zatčení v roce 1941 byl suspendován.

### Politická angažovanost, zatčení.
V roce 1934 se Karel Šatal zúčastnil studentských bouří o insignie, stal se členem Husova spolku pro podporování nemajetných vysokoškolských studentů, který sídlil ve Strakově akademii. Ze spolku ale vystoupil s tím, že jde o politicky zaostalý spolek. Na vysoké škole byl členem Kostufry, založené v roce 1922 jako organizace komunistických vysokoškolských studentů, která postupně splynula s komunistickou stranou. Do Komunistické strany Československa vstoupil v roce 1937. Pracoval i v Jednotě pokrokových studentů, např. při organizaci branného tábora v Pasece u Svalavy na Ukrajině, kde společně s Evženem Rosickým a Otakarem Brůnou připravoval sportovní program. Účastníci tábora se společně 31. července 1938 zúčastnili velké protinacistické demonstrace na stadionu v Košicích. Naposledy se setkal se svými bývalými spolužáky na demonstraci proti Hitlerovým požadavkům na odstoupení českého pohraničí 22. září 1938 před parlamentem v Praze. 15. listopadu 1939 se zúčastnil v Praze pohřbu medika Jana Opletala, na který přijel z Českých Budějovic.
Po příchodu do Českých Budějovic se brzy zorientoval v protinacistickém odboji a stal se jeho součástí. Spojení s ilegálními pracovníky komunistické strany mu, na jeho žádost, zprostředkovala bývalá spolužačka z vysoké školy Marta Kárná z Prahy. Postupně, pod krycím jménem Míša, převzal vedení odbojářů v  předměstských organizacích a spolupracoval s Karlem Lavičkou, který řídil venkovské odbojové trojky. Karel Šatal byl dne 17. března 1941 zatčen ve své třídě, kde právě vyučoval. Po ukončení výslechů na gestapu a v českobudějovické věznici byl v červnu 1941 převezen do Malé pevnosti v Terezíně. Odtud v srpnu do Mnichova do věznice Neudeck. Po krátkém a formálním soudním přelíčení byl 17. července 1941 odsouzen Volksgerichtem k trestu smrti. Ten byl vykonán ve věznici Stadelheim v Mnichově 8. října 1942. Tělesné pozůstatky Karla Šatala byly uloženy ve společném hrobě na vězeňském hřbitově Perlacher Forst v Mnichově.
Prezident republiky Československé udělil In Memoriam dne 16. února 1946 Karlu Šatalovi Válečný kříž v uznání bojových zásluh, které získal v boji za osvobození Republiky Československé z nepřátelského obsazení. Číslo matriky:16.324